# 哈斯奥齐尔·鲁布桑道尔吉
哈斯奥齐尔·鲁布桑道尔吉（1910年—1937年），蒙古族，蒙古政治人物。

## 生平
1910年，鲁布桑道尔吉出生于土謝圖汗部（今色楞格省沙马尔）。
1934年10月5日至1936年8月15日，鲁布桑道尔吉任蒙古人民革命党中央委员会书记。
1935年7月，共产国际第七次代表大会召开，蒙古人民革命党派出鲁布桑道尔吉和班扎尔扎布·巴桑扎布作为代表参加。
1937年11月16日，鲁布桑道尔吉被處決。
1962年平反。